# Sittenfilm
Sittenfilm lub Aufklärungsfilm – niemiecki gatunek filmowy, obejmujący filmy mające w założeniu służyć edukacji seksualnej, tworzone głównie od okresu I wojny światowej do lat 20. XX wieku.
Sittenfilme były zazwyczaj fabularne i podejmowały tematy związane z seksualnością i związanymi z nią zjawiskami, które twórcy filmów uznawali za niebezpieczne lub negatywne: aborcją (Dusze dzieci oskarżają was, 1927), prostytucją (Prostitution, 1921), chorobami wenerycznymi (Niech stanie się światłość! z 1917), uzależnieniami (m.in. Das Laster z 1915, Opium z 1919, Alkohol z 1919), brak tolerancji wobec homoseksualizmu (Inaczej niż inni z 1919) itp. Melodramatyczna fabuła filmu miała nieść ze sobą przesłanie dydaktyczne i mogła być przeplatana komentarzami ekspertów. Do twórców tego typu filmów należeli m.in. Richard Oswald, Robert Reinert oraz Wilhelm Dietrle.